# Marin Bocconio
Marin Bocconio est un conspirateur vénitien. 
Le Grand Conseil de Venise inclinant vers une aristocratie héréditaire, il organisa un complot pour rétablir le pouvoir mais fut démasqué par le doge Pietro Gradenigo et périt avec ses complices (1299).